# Високораменське
Високораме́нське (рос. Высокораменское) — село у складі Шабалінського району Кіровської області, Росія. Адміністративний центр Високораменського сільського поселення.
Населення становить 351 особа (2010, 492 у 2002).
Національний склад станом на 2002 рік — росіяни 96 %.